# 古今亭今輔 (5代目)
5代目 古今亭 今輔（ここんてい いますけ、1898年6月12日 - 1976年12月10日）は、群馬県佐波郡境町（現：伊勢崎市）出身の落語家。本名∶鈴木 五郎（旧姓：斎藤）。生前は日本芸術協会所属。出囃子は『野毛山』。実子は曲芸師の鏡味健二郎。俗にいう「お婆さん落語」で売り出し、「お婆さんの今輔」と呼ばれた。

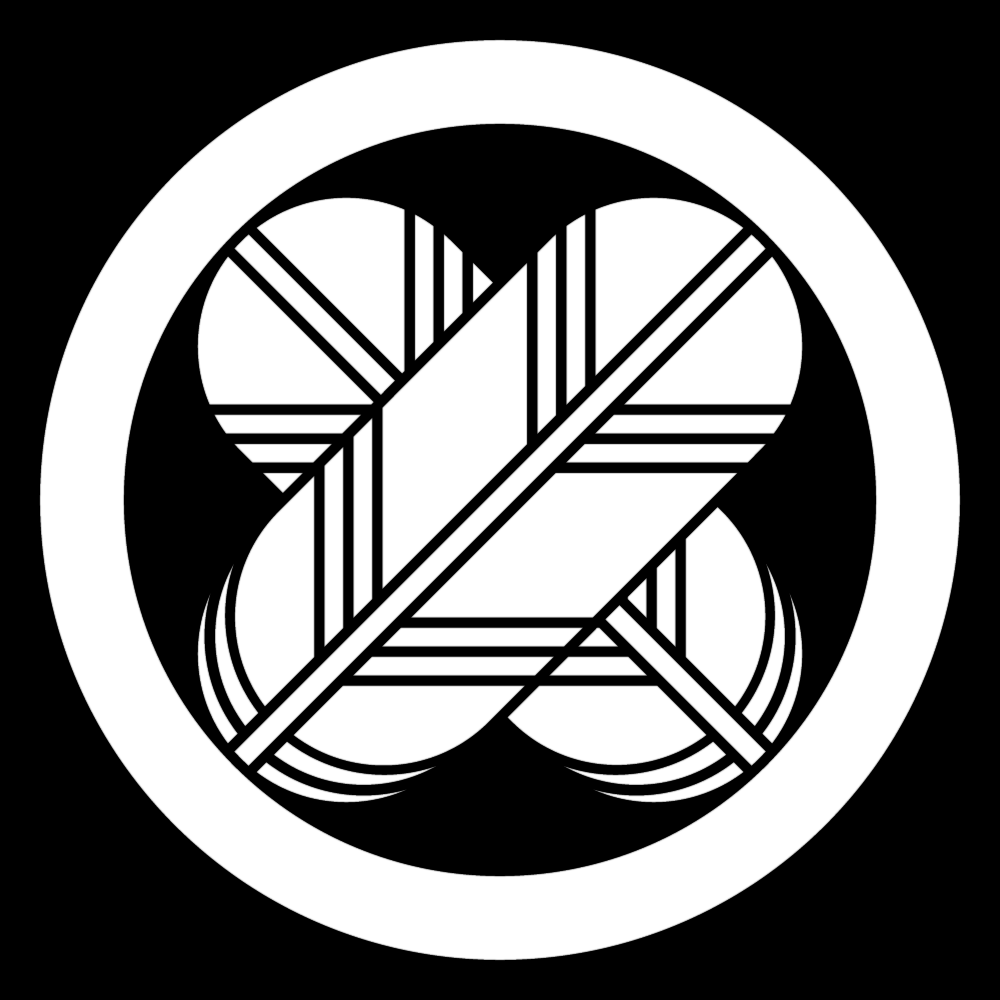
丸に違い鷹の羽は、5代目古今亭今輔の定紋のひとつである。

## 経歴
群馬県境町銘仙織元「藤本屋」の三男。1913年、家出同然で上京し上野松坂屋に勤務するが、上司と喧嘩し、僅か20日で退社した。以後、11の店を転々とする。
1914年5月に初代三遊亭圓右に入門、初代三遊亭右京を名乗る。しかし師匠圓右の息子2代目三遊亭小圓右の我侭に耐えられず、1916年7月、兄弟子初代三遊亭右女助一門に移籍。
1917年、二ツ目に昇進し桃助に改名。1919年3月、初代柳亭市馬の紹介で市馬の師匠3代目柳家小さん一門に移籍し、4代目柳家小山三に改名。当時の東京の落語家で最長老の三遊亭一朝から多くの古典落語を教わる。
1923年3月、真打昇進。1925年9月、兄弟子初代柳家小はん、3代目三遊亭圓楽らとともに落語革新派を結成する。1925年11月、柳家小さん三と改名。1926年1月、落語改革派を解散し2代目桂小文治一門に移籍し、再度柳家小山三を名乗る。1931年12月、師匠小文治の前名である3代目桂米丸を襲名。1941年4月、5代目古今亭今輔を襲名。襲名のときは6代目として襲名したが、後で数えたら5代目であった。
1964年、日本放送作家協会大衆芸能賞受賞。1967年11月28日、師匠・小文治の死去にともない、師匠小文治の後任で日本芸術協会副会長に就任する。1970年1月中席（10日 - 20日）限りで閉場する人形町末廣で最後の主任（トリ）をつとめる。
1973年3月、昭和47年度第24回NHK放送文化賞受賞。4月29日、勲四等瑞宝章を受章。1974年3月1日、6代目春風亭柳橋の後任で日本芸術協会2代目会長に就任。
1976年12月10日、胃潰瘍で死去。78歳没。死没日をもって従五位に叙される。墓所は新宿区顕性寺。今輔の死後、芸術協会3代目会長に総領弟子の4代目桂米丸が就任した。

## 得意ネタ
『お婆さん三代記』『青空お婆さん』『ラーメン屋』『くず湯』といった新作がほとんどであるが、古典怪談噺は本格派で『江島家怪談』『もう半分』『藁人形』『死神』などを得意とした他、『ねぎまの殿様』『囃子長屋』などの珍品や芝居噺の『もうせん芝居』、三遊亭圓朝作の長編人情話『塩原多助一代記』など。
小山三時代までは素噺の達人と評されたが、上州訛りに苦労した末に新作派に転向した。
米丸時代からSPレコードを吹き込み、戦後も多くの録音が残している。

## 人物・芸風
数度に渡り師匠を変えたのは持って生まれた正義感であり、その硬骨ぶりが身上。正に不世出の闘志の男であった。『もう一度学びたい落語のすべて』（大友浩監修、西東社刊）では圓右一門、右女助一門を去ったことを「逆破門」と解説している。一方でそれによる苦労も味わったためか、のちに香盤(序列)問題や噺に対する志向の違いから一時破門状態となった直弟子の古今亭今児（のちの桂歌丸）が詫びを入れて復帰を申し出た際には「べつに私が破門にしたわけでも何でもありません。あなたのほうから勝手に来なくなっただけじゃありませんか」と言いつつ、「一度飛び出したもんをまたうちに入れるわけにはいかない」として総領弟子である4代目桂米丸に再入門させるという形で復帰を許した。
米丸はこのことを「（歌丸に）たいそう腹を立てていたのだろうがそれを抑え、彼に“師匠をしくじった”という疵をつけないための配慮だったのだろう」と振り返っており、また歌丸も「ただそのまま元に戻したのではお互いに何かと頃合いが悪いが、米丸師匠のところなら今輔師匠の目も届くし私も余計な気を遣ったり引け目を感じたりしないで好かろうという、今輔師匠ならではの判断だった」と振り返っている。
かつてともに一朝に教えを受けた元弟弟子林家彦六とは喧嘩友達であった（しかし、影では互いの健康に気遣っていたという）。
「古典落語も、できたときは新作落語です」というのが口癖で、新作落語の創作と普及に努めた。弟子たちに稽古をつける際も、最初の口慣らしに初心者向きの『バスガール』などのネタからつけていた。だが、もともとは古典落語から落語家人生をスタートしていることもあって、高座では古典もよく演じており、一朝や前師匠小さんに仕込まれただけあって高いレベルの出来であった。特に『塩原太助』は、自身が上州生まれだったこともあり人一倍愛着が強く、晩年は全編を通しで演じていた。新作を手がけるようになったのは柳家金語楼のアドバイスがきっかけだった。このこともあって今輔は金語楼を生涯の師と仰いでいたという。周囲からは「金語楼の真似だ」と言われることもあったが、今輔はむしろそれを誇りにしていた。また『ラーメン屋』『バスガール』は金語楼（有崎勉）の作。
芝居噺も得意としたが、ある日、客席から「ドサだ!」とヤジが飛んだ。自身の上州訛りが馬鹿にされ衝撃を受けた今輔は、金輪際芝居噺を封印しようとしたが、劇作家の長谷川伸の協力で長谷川作の芝居噺を演じた。今輔は終生、長谷川の好意を徳としていた。長谷川の葬儀では「先生!」と号泣する今輔の姿は人々の感動を誘ったという。
自身の直弟子は皆「さん」付けで呼び、また直弟子や後輩の噺家に対しても敬語で話しかけていた。これは、今輔が自身の子供を連れて街を歩いている時、ある先輩の噺家に「今輔」と呼び捨てで呼ばれたのを聞いていた子どもが「父さんを呼び捨てにして偉そうに…、そんなにあの人偉いの?」と聞かれて困ったことがきっかけだったという。
1962年5月に起きた三河島事故の際、「事故で亡くなった」と誤報されたことがある。これは実際に事故で亡くなった漫才師のクリトモ一休（春日三球・照代の三球の元相方）が今輔の弟子の今之輔（後の三遊亭右女助）の定期券で事故を起こした列車に乗車しており、定期券が現場から発見された際に一部マスコミが「今之輔」を「今輔」と誤って伝えたためである。この件との関連は定かではないが、前年の1961年、当時破門状態であった直弟子の古今亭今児（後の桂歌丸）が米丸門下に入ることになったが、この理由として「今輔の死去に伴い、兄弟子米丸の門下に預かり弟子として入った」と表現されることがある。
自身の経験を踏まえて、「大きな名跡の襲名は40代までにやるべきだ」というのが持論だった。このため、今輔の総領弟子で自身の前名を与えた4代目桂米丸が49歳の時に「6代目今輔」の襲名をもちかけ、自らは「今翁」に改名しようとしていた。だが、米丸は「生前贈与はありえないだろう」「自分には大きすぎる」と考えて断っている。
1974年（昭和49年）に落語芸術協会の2代目会長に就任し、真打の給金制度の改革、二ツ目昇進15年で自動的に真打昇進する制度の制定に尽力した。だが、75歳という高齢での会長就任ということもあって会長就任後の今輔は心身を激しく消耗させたようで、総領弟子の米丸は当時の今輔の様子を「高座から下りている時は憔悴しきっているように見えた」と振り返っている。結局、会長就任から3年足らずで今輔は亡くなることになる。
自己管理や生活指導に対しては厳しく「12時を過ぎると飲んじゃいけません。12時を過ぎるともう次の日だ。二日間飲むことになるから12時を過ぎたらだめです」と後輩に忠告していた。

## 一門弟子
兄弟弟子・孫弟子に関しては小文治一門
- 4代目桂米丸
- 3代目三遊亭圓右
- 鶯春亭梅橋 - 5代目古今亭志ん生門下から移籍
- 3代目柳家金三

### 色物
- 十返舎亀造・菊次 - 漫才
- シャンバロー - ボーイズ
- 林家今丸 - 紙切り

### 移籍
- 古今亭今夫 - 8代目三笑亭可楽門下へ
- 古今亭今児 - 4代目桂米丸門下へ

### 廃業
- 3代目三遊亭右女助 - 体調不良によるもの
- 古今亭今児 - 4代目三遊亭圓遊門下を経て8代目春風亭柳枝門下へ移籍した後廃業
- 古今亭今日輔 - 幸輔から改名して二ツ目で廃業。本名∶田代 幸雄。